# Liste der Monuments historiques in Arry (Moselle)
Die Liste der Monuments historiques in Arry führt die Monuments historiques in der französischen Gemeinde Arry auf.

## Liste der Bauwerke
| Bezeichnung       | Beschreibung                                                                                            | Standort               | Kennzeichnung | Schutzstatus   | Datum      | Bild           |
| ----------------- | --- | ---------------------- | ------------- | -------------- | ---------- | -------------- |
| Kirche St-Arnould | ab dem 13. Jahrhundert                                                                                  | Grand Rue (Lage)       | PA00106721    | Classé         | 1889       | weitere Bilder |
| Schlosspark       | französischer Garten, zwischen 1714 und 1743 angelegt; mit Mauerresten des 1946 abgebrochenen Schlosses | Impasse Château (Lage) | PA57000001    | Inscrit Classé | 1996 /1998 |                |

## Liste der Objekte
| Bezeichnung             | Beschreibung            | Standort                        | Kennzeichnung | Schutzstatus | Datum | Bild |
| ----------------------- | ----------------------- | ------------------------------- | ------------- | ------------ | ----- | ---- |
| Wand- und Deckengemälde | aus dem 13. Jahrhundert | in der Kirche St-Arnould (Lage) | PM57000004    | Classé       | 1889  |      |